# موراي هال
موراي هال هو لاعب هوكي الجليد كندي، ولد في 24 نوفمبر 1940 في كيركلاند ليك في كندا.

## وصلات خارجية
- موراي هال على موقع دوري الهوكي الوطني (الإنجليزية)
- موراي هال على موقع EliteProspects.com (الإنجليزية)
- موراي هال على موقع HockeyDB.com (الإنجليزية)
- موراي هال على موقع Hockey-Reference.com (الإنجليزية)